# Trichocerota dizona
Trichocerota dizona is een vlinder uit de familie van de wespvlinders (Sesiidae). De wetenschappelijke naam van de soort is voor het eerst geldig gepubliceerd in 1919 door George Francis Hampson.